# Villa Moretti
Villa Moretti è una villa veneta di Conegliano, ubicata nel quartiere orientale Monticella, lungo via XIV Maggio, a pochi metri da Villa Soldera.

## Storia
Villa Moretti è un edificio risalente al XIX secolo, dimora della famiglia Moretti. Come le altre tre ville venete di Monticella di Conegliano, anche Villa Moretti ha perso quasi totalmente i caratteri originari della sua collocazione, venendo inglobata in una zona a forte densità abitativa, dovuta alla crescente urbanizzazione del quartiere nella seconda metà del XX secolo.
Ancora casa dei Moretti, oggi la villa è in buono stato di conservazione.

## Descrizione
Villa Moretti si compone di un edificio padronale più degli annessi minori, rimaneggiati o di epoca presumibilmente successiva.
L'edificio padronale è a pianta rettangolare, con un blocco centrale più alto e due ali laterali, il tutto disposto secondo una perfetta simmetria. 

La facciata vede i quattro piani della parte centrale evidenziati dalla disposizione delle aperture e da sottili cornici marcapiano. La forometria consta di tutte monofore rettangolari, organizzate, al piano terra, intorno al semplice portale, ai due piani superiori, intorno a una monofora più grande con parapetto.
Fa eccezione il terzo piano, dove si trova l'elemento che più conferisce eleganza all'altrimenti disadorna facciata: si tratta di una trifora trilobata a sesto acuto, di ispirazione veneto-bizantina, ai lati della quale si ergono due alti comignoli di forma ottagonale; questi due elementi sono gli unici a spuntare al di sopra della vegetazione del piccolo giardino addossato alla villa, dividendola dal traffico della strada antistante.
Le due ali seguono uno schema analogo a quello del blocco centrale, ma si differenziano da esso per la mancanza del terzo piano, qui sostituito da un ammezzato aperto da finestre ovali.
A sinistra dell'edificio padronale è annessa una piccola struttura di un piano con terrazza. Sul retro un altro annesso di piccole dimensioni, disposto su due livelli e rimaneggiato, richiama le forme dell'edilizia rurale.